# Daniel Dhers
Daniel Dhers (* 25. März 1985 in Caracas) ist ein venezolanischer BMX-Freestyle-Fahrer. Seit Mitte der 2000er-Jahre lebt er in den Vereinigten Staaten und startet erfolgreich bei internationalen Wettkämpfen in der Teildisziplin Park. Zwischen 2007 und 2013 gewann er fünf Goldmedaillen bei X-Games, 2021 holte er Silber bei der olympischen Premiere der Disziplin. In Holly Springs, North Carolina, betreibt er einen Sportkomplex für Skater und BMX-Fahrer.

## Werdegang

### Anfänge und Etablierung in den USA
Dhers wuchs in der venezolanischen Hauptstadt Caracas auf. Ende der 1990er-Jahre begann er Rad zu fahren und lernte mit Freunden an öffentlichen Plätzen und im örtlichen Skatepark erste Tricks. Er orientierte sich dabei an den auf VHS-Kassetten aufgezeichneten Auftritten von international erfolgreichen Athleten wie dem US-amerikanischen BMX-Fahrer Dave Mirra. Als Dhers 16 Jahre alt war, zogen seine Eltern mit ihm aus beruflichen Gründen nach Buenos Aires, wo er bessere Trainingsbedingungen und eine stärkere Konkurrenz als in Venezuela vorfand, an der er sich in BMX-Freestyle-Wettkämpfen maß: Bei seiner ersten Teilnahme an der lateinamerikanischen Ausgabe der X-Games in Brasilien 2002 belegte er eine hintere Platzierung. Ein Jahr später brach er sich bei einem Trainingssturz kurz vor Beginn der Latin-X-Games mehrere Rippen und Lendenwirbel und konnte nicht antreten, ehe er 2004 einen vorderen Platz im international besetzten Feld erreichte und hinter den US-Fahrern der beste lateinamerikanische Fahrer war.
Mit seinen erfolgreichen Auftritten in Südamerika wurden Vertreter der US-amerikanischen BMX-Szene auf Dhers aufmerksam: Auf Einladung des Fahrers Tom Stober reiste er 2004 erstmals nach Woodward, Pennsylvania, wohin er wenige Jahre später seinen Lebensmittelpunkt verlegte. 2005 entschied er mit der Baco Jam zum ersten Mal einen Pro-Wettbewerb für sich und wurde Ende des Jahres in das vom BMX-Hersteller Haro gesponserte Team aufgenommen. Später übernahm unter anderem Red Bull sein Sponsoring. In Dhers’ erstem Jahr auf der Dew Tour (Action Sports Tour) 2006 gewann er unter anderem mit einem Sieg beim Saisonfinale in Orlando die Gesamtwertung in der BMX-Disziplin Park vor Scotty Cranmer und Ryan Nyquist. Er etablierte sich in den folgenden Jahren als einer der führenden Athleten im Park-Freestyle: Mehrmals in Folge stand er Ende der 2000er-Jahre an der Spitze der Dew-Tour-Saisonwertung und holte zwischen 2006 und 2013 fünf Goldmedaillen sowie eine Bronzemedaille bei den X-Games. Dhers gilt als Erfinder des Corked 720, den er 2007 erstmals in einem Wettkampf landete und der in späteren Jahren von vielen Fahrern aufgegriffen wurde.

### Parkbetrieb und olympische Silbermedaille
Nachdem er in den USA einige Jahre in Pennsylvania gelebt hatte, zog Dhers nach Greenville, North Carolina, wo er 2011 (zunächst zusammen mit Ryan Guettler) den Betrieb des von Dave Mirra eröffneten Indoor-BMX-Parks Animal House übernahm. Im Herbst 2013 schloss er das Animal House und eröffnete stattdessen den etwa 37.000 Quadratfuß – das entspricht etwa 3400 Quadratmeter – großen Daniel Dhers Action Sports Complex in Holly Springs. Die nahe Raleigh gelegene Kleinstadt entwickelte sich in den folgenden Jahren (wie zuvor Greenville) zu einem Zentrum des US-amerikanischen und internationalen BMX-Freestyle-Sports: Neben Dhers trainierten in Holly Springs zwischenzeitlich unter anderem Justin Dowell, Hannah Roberts und Nikita Ducarroz.
Parallel zu dem Betrieb des BMX-Parks setzte Dhers in den 2010er-Jahren seine Wettkampfkarriere erfolgreich fort. 2014 gewann er vor Alex Coleborn und Logan Martin die erste Austragung der FISE World Series und belegte 2016 hinter Martin den zweiten Rang in der Gesamtwertung des BMX-Freestyle-Park-Weltcups. 2017 gewann er den Weltcup-Lauf in Edmonton und später die Gesamtwertung. Den Weltcup organisierte der Weltradsportverband UCI, der ab 2017 auch Weltmeisterschaften im BMX-Freestyle durchführte. Dhers erreichte sein bestes WM-Ergebnis bei der Premiere in Chengdu mit einem fünften Rang, während er bei den Weltmeisterschaften 2018 und 2021 ein Resultat unter den ersten Zehn verpasste. 2019 gewann er die Goldmedaille bei den ersten BMX-Freestyle-Wettkämpfen im Programm der Panamerikanischen Spiele. Als mit 36 Jahren ältester Starter im neunköpfigen Teilnehmerfeld platzierte er sich beim olympischen Debüt der Disziplin im Sommer 2021 in Tokio hinter Logan Martin auf dem Silberrang. In seinem zweiten Finaldurchgang erreichte Dhers eine Wertung von 92,05 Punkten und hatte damit etwas mehr als einen Punkt Rückstand auf Martin.
Von 2019 bis 2023 war Dhers ununterbrochen venezolanischer Meister seiner Disziplin. 2023 siegte er zudem bei den Panamerika-Meisterschaften.

## Erfolge
Diese Liste führt ausschließlich die Erfolge ab 2017 auf, für die vorherigen Jahre liegen nur unvollständige Daten vor.
2017
- ein Weltcup-Erfolg und Gesamtwertung UCI-BMX-Freestyle-Weltcup

2019
- Venezolanischer Meister – BMX-Freestyle Park
- Panamerikanische Spiele – BMX-Freestyle Park
- Panamerika-Meisterschaften – BMX-Freestyle Park

2021
- Venezolanischer Meister – BMX-Freestyle Park
- Olympische Spiele – BMX-Freestyle

2022
- Venezolanischer Meister – BMX-Freestyle Park
- Südamerikaspiele – BMX-Freestyle Park

2023
- Panamerika-Meister – BMX-Freestyle Park
- Venezolanischer Meister – BMX-Freestyle Park